# Joar Nango

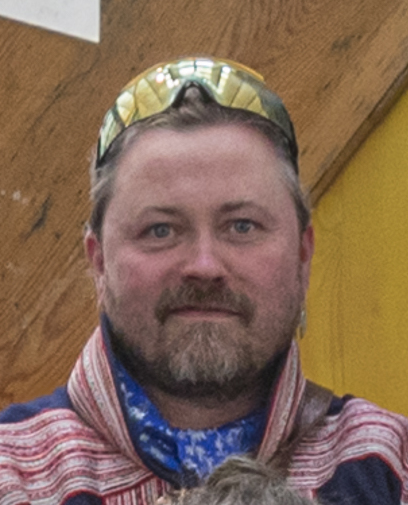
Joar Nango

Joar Nango (* 1979 in Alta) ist ein samischer norwegischer Konzeptkünstler, Installationskünstler, Musiker, Filmemacher und Architekt. Nango schuf für die documenta 14 eine ethnosoziologische Installation. 

## Werk
Joar Nango gehört einem Volk der Rentierhalter in Sápmi an, für die das Leben von der Notwendigkeit des Improvisierens geprägt ist. Joar Nango arbeitet an der Bewegung von Migranten und indigenen Nomaden, deren Leben vom Wechsel der Aufenthaltsorte und Tauschhandel gekennzeichnet ist. Das Überqueren nationaler Grenzen führt für Nango zur Zugehörigkeit zu einer zukünftigen Gesellschaft. Joar Nango verschafft indigenen Kulturen einen anthroposophischen Ausdruck. 2015 drehte er einen Film über das Herstellen mongolischer Jurten und zeigte diesen in seinem Mongolischen Kinobau in London.  In Anlehnung an Claude Lévi-Strauss Theorie des Strukturalismus sucht er bei indigenen Völkern nach vergleichbaren Bricolagen.
Nango lebt und arbeitet in Tromsø.

## documenta 14: Beiträge in Athen und Kassel
Joar Nango schuf für die documenta 14 im Jahr 2017 im Garten des Athener Konservatoriums die Installation European Everything (2017). Das postapokalyptische Nomadenlager aus Neon, Metall, Holz, Fell, Soundinstallation, Lebensmitteln, Kochgelegenheiten und einer Performance lud zum Nachdenken und Austauschen ein. Der samische Musiker Joar Nango rapte während der Performance von Dämonen und den bösen, dunklen Seiten der Menschen. Neben dem Mischpult wurde rohes Fleisch zubereitet. Die Installation European Everything (2017) wurde auch am Standort Kassel in einem Glas-Pavillon an der Kurt-Schumacher-Straße gezeigt. Zudem wurde die Dokumentation von European Everything (2017) bestehend aus einem 1996er Mercedes Sprinter, einer Videoproduktion, Farbe und Ton am Glas-Pavillon in Kassel gezeigt.

## Auszeichnung
- 2024: Kurt-Schwitters-Preis[5]

## Zitat
Joar Nango über seine Arbeit:

„Die Fähigkeit zur Improvisation ist eine kulturell geprägte Form baulicher, gestalterischer Traditionen, über die viele indigene Kulturen des Nordens verfügen, wo Ressourcen rar sind und das Klima unberechenbar, hart und unbarmherzig ist.“

## Ausstellungen
- 2014: Bildmuseet Umeå, Umeå
- 2014: Salt, Sandhornøya Inseln
- 2014: Torpedo Factory Art Center, Target Gallery Hacking Objects of Desire, mit Sigbjørn Skåden, Alexandria,
- 2014: Western Front, Vancouver
- 2015: Potential Architecture, University of Westminster, London
- 2017: documenta 14 Athen, Kassel
- 2024: Sprengel Museum Hannover[6]